# Traité de Plessis-lès-Tours
Le traité de Plessis-lès-Tours, signé en septembre 1580, est un accord entre les États généraux des Pays-Bas, insurgés depuis 1568 contre le roi d'Espagne Philippe II, aussi souverain des Pays-Bas, et le duc François d'Anjou, frère de Henri III.
Cet accord est une conséquence de la formation en janvier 1579 de l'union d'Arras des provinces se ralliant à Philippe II, et de l'union d'Utrecht des provinces poursuivant l'insurrection, qui se mettent très vite à la recherche d'un nouveau souverain.
Selon les termes du traité, le duc d'Anjou accepte de devenir souverain des Pays-Bas en remplacement de Philippe II. Malgré la déposition de Philippe II le 26 juillet 1581, l'accord de Plessis-lès-Tours n'a pas pu être réalisé. Les Provinces-Unies ont finalement choisi de devenir une république, qui sera reconnue par la monarchie espagnole en 1648, au terme de la « guerre de Quatre-Vingts Ans ».

## Contexte

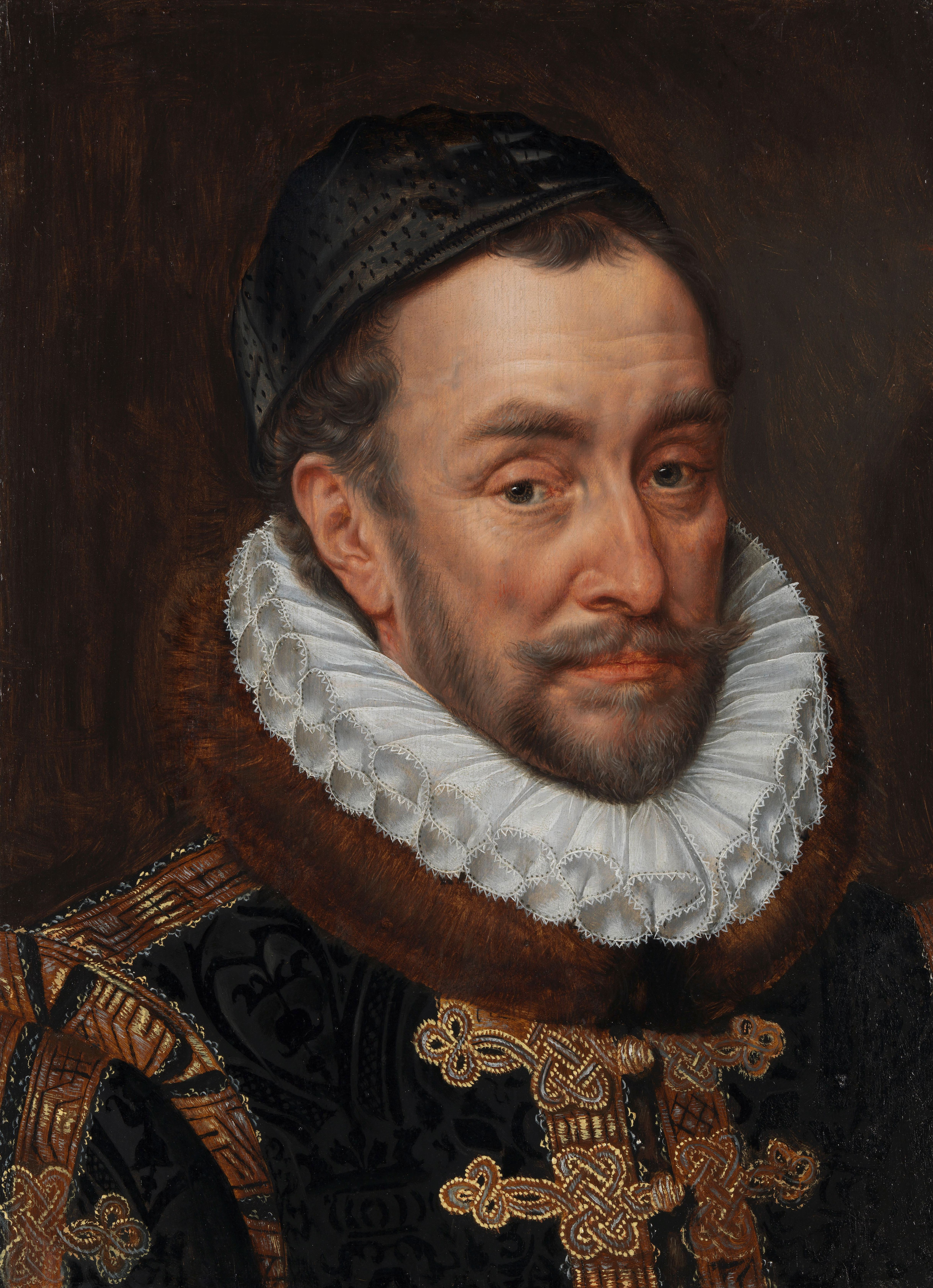
Guillaume d'Orange.

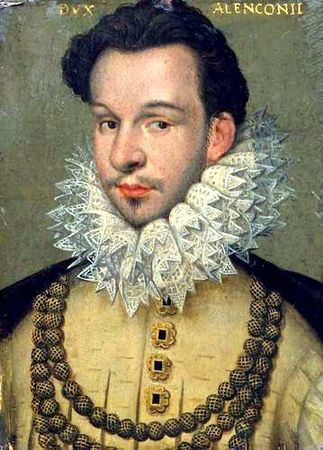
François d'Anjou.

### Les Pays-Bas de Charles Quint à Philippe II
Les dix-sept provinces des Pays-Bas sont un des héritages de Charles Quint, venu du duc de Bourgogne Charles le Téméraire. En 1549, Charles, qui est aussi roi d'Espagne, et qui a été élu empereur en 1519, redéfinit le statut des Pays-Bas (Pragmatique Sanction), qui en fait une entité séparée du Saint Empire, devant revenir à son fils Philippe, futur roi d'Espagne.
En 1555, date de l'abdication de Charles Quint, Philippe II reçoit effectivement la couronne d'Espagne et les dix-sept provinces (ainsi que la Franche-Comté). Philippe II est représenté aux Pays-Bas par un gouverneur général, assisté par un Conseil d'État. Chaque province a une représentation (les États provinciaux), mais il existe aussi des États généraux des Pays-Bas.

### Les débuts de la guerre d'indépendance (1566-1578)
Les tensions, politiques (rôle de la noblesse locale) et religieuses (problème du protestantisme), entre les élites néerlandaises et Philippe II aboutissent en 1566 à une crise et au début de la « révolte des Gueux », qui, en 1568, se transforme en guerre lorsque le prince Guillaume d'Orange, membre du Conseil d'État et leader de la noblesse, lance une offensive contre l'armée du duc d'Albe, gouverneur général depuis 1567.
Cette offensive échoue, mais la guerre reprend en 1572 (prise de Brielle) et cette fois, l'insurrection s'installe solidement dans les provinces du nord, notamment la Hollande et la Zélande. Le duc d'Albe est remplacé en 1573.
En novembre 1576, a lieu le sac d'Anvers par les troupes espagnoles, ce qui provoque la signature par l'ensemble des provinces d'un traité, la pacification de Gand, visant à surmonter les différends entre catholiques et protestants. Mais cette unité se brise au cours des années suivantes, sous le gouvernorat d'Alexandre Farnèse, petit-fils de Charles Quint.

### La formation de l'union d'Utrecht et la recherche d'un nouveau souverain
L'Union d'Arras, du 6 janvier 1579, rassemble le comté d'Artois, le Cambrésis, le comté de Hainaut et la ville de Douai, qui abandonnent le camp de la rébellion, reconnaissent la souveraineté de Philippe II et proclament le catholicisme comme leur seule religion.
Le 20 janvier 1579, les provinces insurgées répliquent en se regroupant dans l'Union d'Utrecht, formant les Provinces-Unies des Pays-Bas.
Les États généraux des Provinces-Unies cherchent alors un successeur à Philippe. Après l'échec des négociations avec Matthias de Habsbourg, ils arrivent à un accord avec François d'Anjou, frère du roi Henri III et son héritier présomptif, qui a aussi des projets de  mariage avec Élisabeth Ire.
La candidature de François a le soutien de Guillaume d'Orange, notamment parce qu'elle placerait la France et l'Angleterre aux côtés  des Pays-Bas. Mais il y a aussi des soupçons concernant l'intention du duc d'Anjou d'annexer les Pays-Bas à la France ; d'autre part, il est catholique, alors que les insurgés néerlandais sont pour la plupart des protestants.

## Le traité

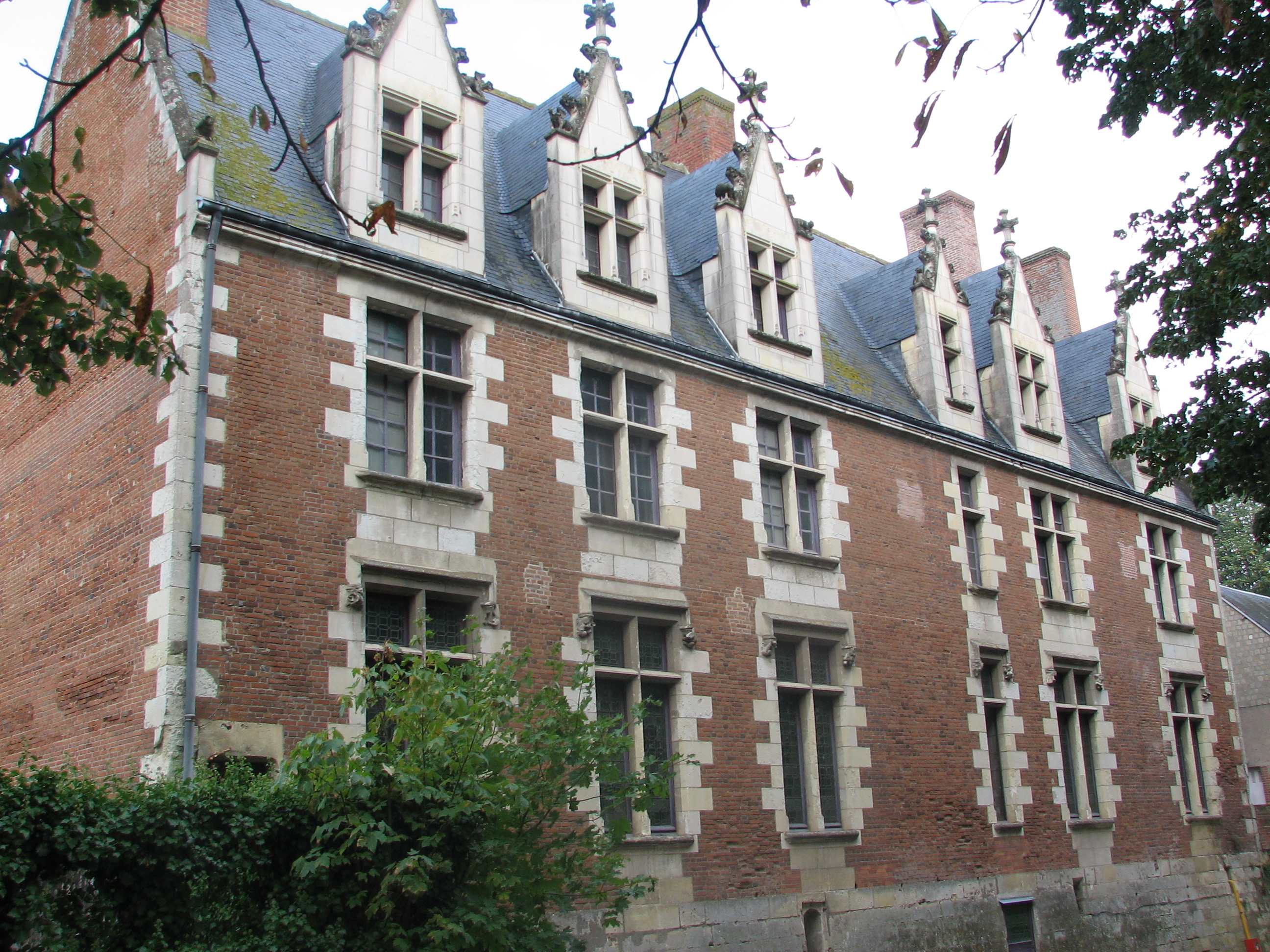
Château de Plessis-lès-Tours.

Le 19 septembre, les représentants des Provinces Unies réunis au château de Plessis-lès-Tours avec le duc d'Anjou, signent un traité provisoire suivant lequel le duc accepte d'occuper le trône des Pays-Bas en tant que souverain portant le titre de « Défenseur des libertés des Pays-Bas ».
L'accord est signé malgré l'opposition des provinces de Hollande et de Zélande, opposition surmontée grâce au droit de veto de Guillaume d'Orange.
Le traité réduisent à peu de choses les compétences du souverain, lui attribuant un rôle de représentation, l'essentiel du pouvoir restant aux mains des États généraux. Les clauses du traité sont les suivantes :
- l'obligation pour le duc d'Anjou de résider aux Pays-Bas ;
- les Provinces se réservent le droit de choisir le successeur du duc d'Anjou parmi ses descendants ;
- l'engagement de maintenir les privilèges, chartes, statuts et coutumes locales, et l'obligation d'abdiquer à la première violation de cet engagement ;
- le droit pour le duc d'Anjou de désigner les charges importantes devrait passer par l'approbation des Provinces. Seuls les gens du pays auraient accès à ces charges publiques ;

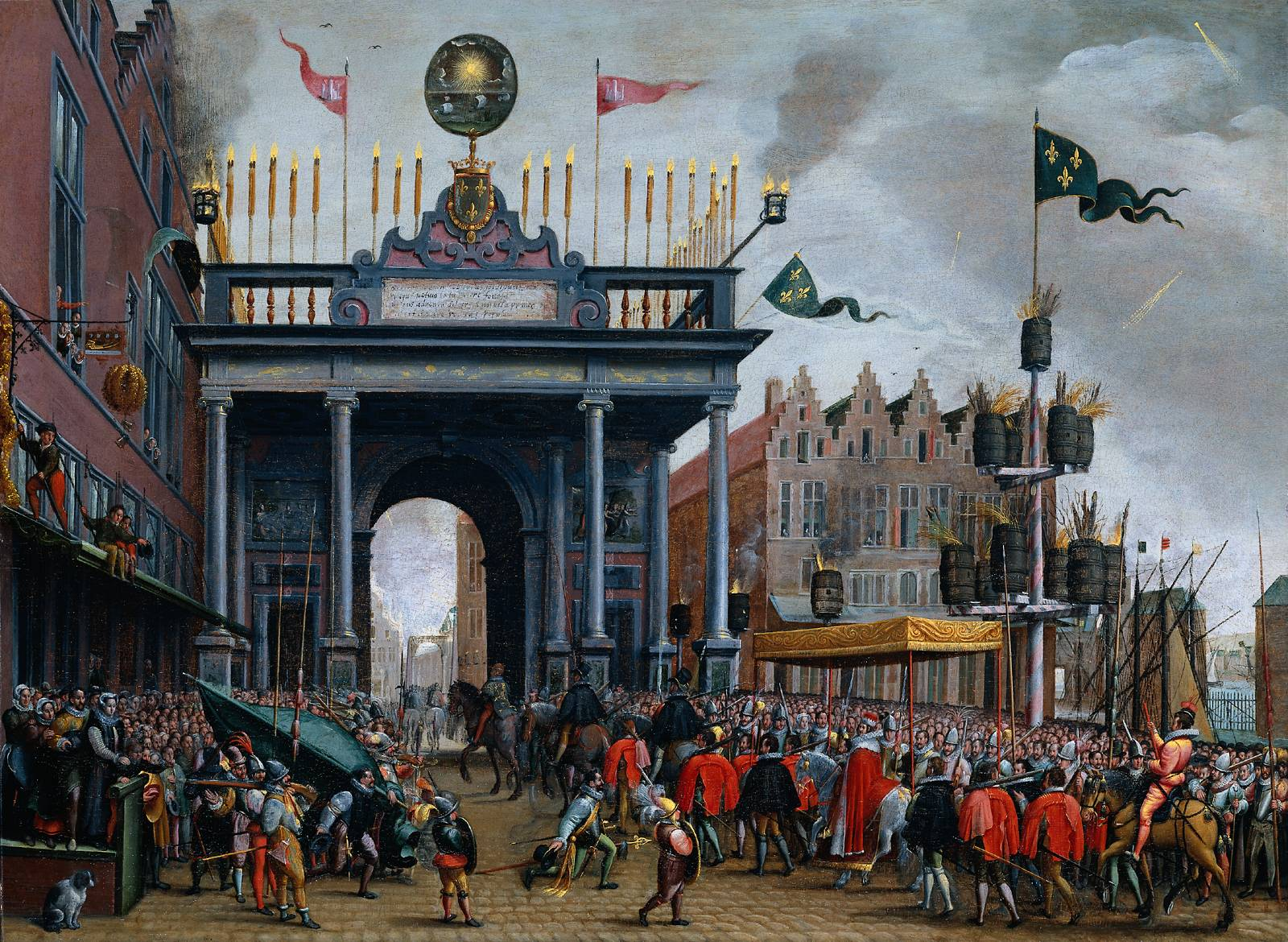
Entrée du duc d'Anjou à Anvers.

- l'obligation de respecter la liberté religieuse ;
- l'alliance militaire perpétuelle avec la France, sans pouvoir annexer aucun territoire hollandais au royaume de France ;
- le soutien à la guerre contre l'Espagne par ses propres moyens et ceux de son frère Henri III ;
- le duc d'Anjou devrait contribuer annuellement avec une somme de 2 400 000 florins ;
- l'interdiction de passer des traités avec l'Espagne sans le consentement des États Généraux ;
- l'armée hollandaise serait sous le commandement des États Généraux.

L'accord est ratifié par la convention de Bordeaux (ou traité de Bordeaux) le 23 janvier 1581.

## Suites

### La déchéance de Philippe II (juillet 1581)
En juillet 1581, les États généraux des Provinces-Unies publient l'acte de dépostion, par lequel ils déclarent formellement Philippe II déchu de ses droits sur les Pays-Bas, ouvrant formellement la possibilité d'appliquer les termes du traité.

### Le duc d'Anjou aux Pays-Bas (1582-1583) et l'échec du traité
En février 1582, le duc d'Anjou arrive aux Pays-Bas, après avoir été nommé duc de Brabant.
En contradiction avec les limitations imposées à son pouvoir, il envisage d'occuper par la force diverses cités de la zone.
En janvier 1583, à la tête de troupes françaises, il attaque Anvers. Une fois entrées dans la cité, ses troupes essayent de la prendre par la force, mais sont repoussées par la contre-attaque de la population, qui mit en déroute les français qui perdirent environ 1 500 tués.
Après avoir trahi les Néerlandais et avoir échoué militairement lors de l'attaque d'Anvers, le duc d'Anjou ne put se maintenir aux Pays-Bas. Il quitte le pays en juin 1583. Les forces françaises se retirent en août 1583.

## Sources
- (es) Cet article est partiellement ou en totalité issu de l’article de Wikipédia en espagnol intitulé « Tratado de Plessis les Tours » (voir la liste des auteurs).